# Like a Prayer (album)
Like a Prayer je četvrti studijski album američke pjevačice Madonne objavljen 21. ožujka 1989. pod Sire Recordsom. Madonna je surađivala sa Stephen Brayom, Patrick Leonardom i kolegom sa scene, ikonom Princeom, dok je i sama bila i tekstopisac i producent svih pjesama na albumu. Kao Madonnino najintrospektivnije izdanje u to vrijeme, Like a Prayer je opisan kao ispovjedni album. Madonna je album opisala kao zbir pjesama "o mojoj majci, mom ocu i obiteljskim vezama". Album je posvetila svojoj majci koja je umrla kada je Madonna bila mlada.
Album koristi žive instrumentacije i uključuje dance, funk, gospel i soul elemente u više općeniti pop stil. Madonna je inspiraciju crpila iz njezinog katoličkog odgoja, kao što se moglo vidjeti po naslovu albuma kao i najavne pjesme. U tekstovima pjesama se protežu teme iz Madonninog djetinjstva i adolescencije, kao što je majčina smrt u pjesmi "Promise to Try", važnost obitelji u "Keep It Together" i odnos s ocem u "Oh Father". Madonna također propovjeda o ženskom osnaživanju u pjesmi "Express Yourself". Album je dobio izrazito pozitivne komentare, pa je tako časopis Rolling Stone hvalio album kao "... najbliži umjetnosti koliko joj se pop glazba može približiti".
Komercijalno, Like a Prayer je postao međunarodna uspješnica kao i svoji prethodnici, dospjevši na prva mjesta ljestvica u većini zemalja. Album je dobio četverostruku platinastu certifikaciju u Sjedinjenim Državama prema Recording Industry Association of America. S albuma je objavljeno šest singlova: "Like a Prayer", "Express Yourself", "Cherish", "Oh Father", "Dear Jessie" i "Keep It Together". "Like a Prayer" je postao Madonnin šesti broj 1 na Billboard Hot 100 ljestvici, dok su pjesme "Express Yourself" i "Cherish" dospjele na drugu poziciju iste ljestvice. Album je prodan u 15 milijuna primjeraka u cijelom svijetu.
S glazbenim videima koji su pratili singlove, Madonna je produbila svoju kreativnost i postala je vodeća figura u tom formatu. Glazbeni video za pjesmu "Like a Prayer" postao je gromobran za religijske kontroverze, koristeći katoličku ikonografiju poput stigmi i gorućih križeva, maštanje o vođenju ljubavi sa svecem, nagnalo je Vatikan da osudi video i uzrokuje otkazivanje sponzorskog ugovora s Pepsi. "Express Yourself" je bio najskuplji snimljeni video u to vrijeme. Album je promoviran na Blond Ambition World Tour. Na kraju 1980-ih, nakon objavljivanje ovog albuma, Madonna je proglašena "umjetnikom desetljeća" od strane medija poput Billboarda, MTVa, i Musician časopisa.

## Nastajanje albuma
Madonna je na albumu surađivala sa Stephenom Brayom i Patrickom Leonardom, koji su s njom surađivali i na prethodnom albumu True Blue iz 1986. Za pjesmu "Love Song", suradnju je napravila s tadašnjom glazbenom ikonom, Princeom. Madonna je svaku pjesmu s albuma napisala i producirala zajedno s ostalim producentima. Snimanje je započelo u kolovozu 1988. te se nastavilo do siječnja 1989. Tada su Madonna i njezin tadašnji suprug Sean Penn potpisali papire za razvod koji su pokrenuli pred kraj 1987. Pennovo nasilno ponašanje i boravak u zatvoru 60 dana su inspirirali Madonnu za nastanak pjesme "Till Death Do Us Part", u kojoj pjeva o propalom braku. Like a Prayer je razvio introspektivnu temu, koristeći ispovjedne tekstove o osobnim pitanjima. Madonna je album opisala kao "skup pjesama o mojoj majci, ocu i vezama s obitelji. [...] Trebalo je puno hrabrosti za ovo." Za album se tvrdi da je "najrazličitiji" rad do danas.
Like a Prayer je posvećen Madonninoj majci, koja je preminula kada je Madonni bilo pet godina. Pjesme se isprepliću u potrazi za vjerom i vlastitom majkom. Madonnina borba s vjerom je inspiracija albuma. "Tema katolicizma teče bijesno kroz moj album" rekla je Madonna. "To je borba s misterijem i magijom koja ju okružuje. Moje katoličanstvo je u stalnom preokretu." "Album je prikaz onoga što sam prolazila dok sam odrastala", rekla je Madonna za časopis Rolling Stone, te je dodala "Još uvijek odrastam."

## Naslov albuma i naslovnica
Album je nazvan prema utjecaju katoličanstva na Madonnino djetinjstvo. Naslovnica je osmišljena po uzoru na onu albuma Sticky Fingers grupe The Rolling Stones. Prva izdanja CD-a, kasete i LP-a su mirisala na pačuli ulje kako bi simulirai crkveni tamjan. Publicist Warner Bros. Recordsa je rekao: "Madonna je željela stvoriti okus 60-ih i crkve. Željela je stvoriti senzualan osjećaj koji ste mogli čuti i mirisati. S unutarnje strane naslovnice su se nalazile slike Madonne kao brinete. Također, u albumu se nalazio vodič kroz siguran seks i upozorenja o opasnosti AIDS-a, od čega je preminuo Madonnin prijatelj.

## Glazbeni stil i tematika
Album koristi live instrumentacije i uključuje elemente dance, funk, gospel i soul žanra u sveopćeniti pop stil. Album "koristi eho 60-ih i ranih 70-ih - po uzoru na The Beatlese, Simon and Garfunkel i Sly and the Family Stone - sve napumpano s drskim i povremeno opuštenim smislom za privlačenje pažnje javnosti iz 80-ih." Po izdanju albuma je rečeno da se na albumu nalazi "mnogo odličnih dance pjesama", ali je naglašeno kako je "većina materijala [...] u osobnom tonu."
Madonna zaranja u svoje katoličanstvo iz djetinjstva, kao što se vidi u naslovu albuma i naslovne pjesme "Like a Prayer". Ona je to opisala kao "pjesmu o strastvenoj mladoj djevojci koja je toliko zaljubljena u Boga, da ga doživljava kao mušku ulogu u njezinom životu. Od 8 do 12 godine sam isto osjećala, Željela sam biti časna sestra." Pjesme se bave temama iz Madonninog djetinjstva i adolescencije, poput smrti njezine majke u "Promise to Try", važnosti obitelji u "Keep It Together", i odnosu sa strogim ocem u "Oh Father". Madonna također pjeva o ženskom osnaživanju u "Express Yourself", "u kojemu Madonna izražava svoj 30-godišnji pogled na život nepomućen pobunama i dugotrajnom katoličkom boli." "Till Death Do As Part" pjesma je o nasilnom raspadnutnom Madonninom braku sa Seanom Pennom. Pjesma je opisana kao "anksiozna balada koja opisuje brak u kojemu su alkohol, nasilne svađe i posesivan suprug. Na kraju se dolazi do zaključka kako je par zaključio svoje bračne zavjete u slijepoj ulici." Madonna je naglasila kako se moglo dogoditi da je Penn slijedio doktrinu Rimokatoličke Crkve i izbjeći razvod. "Dear Jessie" nadahnuta je kćerkom Patricka Leonarda. Pjesma je opisana kao "glazbena fantazija o ružičastim slonovima, limunadi i zemlji iluzija, a nudi stilski uzorak pshihodelije iz kasnijeg razdoblja Beatlesa." Album ima pjesme koje pjevaju o ljubavi, "Cherish" i "Love Song", duet s Princeom. "Spanish Eyes" se "suočava s tabu problemom AIDS-a." Stephen Holden iz The New York Times kaže da je ovo album koji "se izravno i vrlo emocionalno bavi s propalim brakom s glumcem Sean Pennom, sa svojom obitelji, i njezinim katoličkim djetinjstvom, te nadilazi mesingani dance-pop s tri prošla izdanja te otkriva Madonnu kao ranjivo ljudsko biće." Jon Pareles iz istih novina mišljenja je da je album "u velikoj mjeri meditacija o muškoj moći i ljubavi."

## Recenzije
Like a Prayer je primio izrazito pozitivne komentare glazbenih stručnjaka. Madonnu su hvalili zbog autobiografskih tekstova, kao i zbog poboljšanog pjevanja. J. D. Considine iz Rolling Stone je album uzvisivao kao "najbliži umjetnosti koliko to pop glazba može biti... dokaz da Madonna treba biti ozbiljno shvaćena kao ozbiljni umjetnik te da je njezin glas jedan od najsnažnijih u osamdesetima." Također je rekao da su pjesme "fantastične u svojoj širini i postignuću." Lloyd Bradley iz časopisa Q kaže: "glazbeno je raznolik, neočekivan i daleko od trenutno dostupnih; lirski, se kreće, inteligentan je i iskren." Robert Christgau je albumu dodijelio ocjenu B+. On je mišljenja da "deklaracija nezavisnosti i preporuka romantične nezavisnosti mogu biti nekarakteristično dobar klišej. Dolazeći od ikone, oni su izazovni, uzbudljivi - i postat će još više uzbudljivi." Allmusic je naglasio kako je Like a Prayer Madonnin "najizričitiji pokušaj velikog umjetničkog iskaza [...] ovo je njezin najbolji i najdosljedniji album." BBC, u članku o Madonninim uspjesima i padovima, kaže da izdavanje ovog albuma "predstavlja trenutak kada su kritičari po prvi puta počeli Madonnu opisivati kao umjetnicu, a ne samo kao pop pjevačicu."
SoundGuardian je albumu dodijelio svih pet zvjezdica te rekao: "Madonna je u pop ubacila inteligenciju, stil, kvalitetu i intimu [...] Ovdje Madonna ulazi u veliki eksperiment ispreplitanja pop glazbe i umjetnosti [...] Posebna karakteristika ovog albuma je Madonnina ogoljenost i iskrenost." Također su hvalili naslovnu pjesmu kazavši: "Iako je značenje stihova još uvijek misterija (usporedba fellatia i molitve?), mora se priznati da je "Like a Prayer" jedna od najvećih i najboljih pjesama uopće." Sal Cinquemani iz Slant Magazine opisuje album kao "zbirku pop slastica isprepletenom live instrumentacijama, sofisticiranim aranžmanima, dubokim tekstovima i jačim, uvjerenijim vokalom." Recenziju su završili zaključkom kako je Like a Prayer "jedan od najesencijalnijih pop albuma svih vremena."

## Uspjeh na ljestvicama
Album je debitirao na jedanaestom mjestu Billboard 200 ljestvice, a za tri tjedna je dospio na sam vrh i zadržao se tamo mjesec dana. Singlovi "Express Yourself" i "Cherish" su dospjeli na drugo mjesto Billboard Hot 100, dok je singl "Oh Father" bio namanje uspješan singl s albuma, i najmanje uspješan Madonnin singl još od 1984., s dvadesetim mjestom iste ljestvice. "Keep It Together" je dospio na osmo mjesto, a "Dear Jessie" je postao hit u Europi. Nakon početka Nielsen Soundscan ere, album je prodan u dodatnih 575,000 kopija u Sjedinjenim Državama. U Japanu je Like a Prayer dospio na prvo mjesto Oricon ljestvice, i ukupno je na ljestvici boravio 22 tjedna. Na dodjeli Japan Gold Disc Awards 1990. održane od strane Recording Industry Association of Japan, Madonna je osvojila tri nagrade, i to za "izvođača godine", "Grand Prix album godine" (što je označavlo nagradu za najprodavanijeg međunarodnog izvođača i najprodavaniji međunarodni album godine), te "najbolji pop album godine".
Na MTV Video Music Awards 1989. Madonna je izvela snažnu verziju "Express Yourself" kao pregled za njezinu nadolazeću svjetsku turneju. Krenula je na Blond Ambition World Tour, koja je u početku bila poznata kao "Like a Prayer Tour". Remix mini-album, Remixed Prayers, je objavljen 25. kolovoza 1989. u Japanu u svrhu promocije albuma. Dospio je na 24. mjesto Oricon ljestvice i na ljestvici je bio prisutan pet tjedana.

## Popis skladbi
| 1.    | »Like a Prayer«         | Madonna, Patrick Leonard | Madonna, Patrick Leonard | 5:39 |
| 2.    | »Express Yourself«      | Madonna, Stephen Bray    | Madonna, Stephen Bray    | 4:37 |
| 3.    | »Love Song«             | Madonna, Prince          | Madonna, Prince          | 4:52 |
| 4.    | »Till Death Do Us Part« | Madonna, Patrick Leonard | Madonna, Patrick Leonard | 5:16 |
| 5.    | »Promise to Try«        | Madonna, Patrick Leonard | Madonna, Patrick Leonard | 3:36 |
| 6.    | »Cherish«               | Madonna, Patrick Leonard | Madonna, Patrick Leonard | 5:03 |
| 7.    | »Dear Jessie«           | Madonna, Patrick Leonard | Madonna, Patrick Leonard | 4:20 |
| 8.    | »Oh Father«             | Madonna, Patrick Leonard | Madonna, Patrick Leonard | 4:57 |
| 9.    | »Keep It Together«      | Madonna, Stephen Bray    | Madonna, Stephen Bray    | 5:03 |
| 10.   | »Spanish Eyes«          | Madonna, Patrick Leonard | Madonna, Patrick Leonard | 5:15 |
| 11.   | »Act of Contrition«     | Madonna, Patrick Leonard | Madonna, Patrick Leonard | 2:19 |
| 51:13 |                         |                          |                          |      |

## Uspjeh na ljestvicama i certifikacije
| Država                 | Pozicija |
| ---------------------- | -------- |
| Australija             | 4        |
| Austrija               | 1        |
| Brazil                 | 1        |
| Europa                 | 1        |
| Finska                 | 1        |
| Francuska              | 1        |
| Irska                  | 1        |
| Italija                | 1        |
| Japan                  | 1        |
| Kanada                 | 1        |
| Nizozemska             | 1        |
| Norveška               | 1        |
| Novi Zeland            | 2        |
| Njemačka               | 1        |
| Španjolska             | 1        |
| Švedska                | 1        |
| Švicarska              | 1        |
| Ujedinjeno Kraljevstvo | 1        |
| US Billboard 200       | 1        |

| Država                 | Certifikacija |
| ---------------------- | ------------- |
| Argentina              | Platinasta    |
| Australija             | Platinasta    |
| Austrija               | Platinasta    |
| Brazil                 | 2× Platinasta |
| Finska                 | Platinasta    |
| Francuska              | 2× Platinasta |
| Hong Kong              | Platinasta    |
| Kanada                 | 5× Platinasta |
| Nizozemska             | Platinasta    |
| Njemačka               | 3× Zlatna     |
| Španjolska             | 4× Platinasta |
| Švicarska              | 2× Platinasta |
| Ujedinjeno Kraljevstvo | 4× Platinasta |
| Sjedinjene Države      | 4× Platinasta |

### Singlovi
| 1989                                              | "Like a Prayer"    | 1  | 1 | 1  | 2  | 1  | 2  | 2  | 1  | 1  | 1  | - US: Platinasta - UK: Zlatna |
| 1989                                              | "Express Yourself" | 2  | 1 | 5  | 5  | 1  | —  | 3  | 1  | 1  | 5  | - US: Zlatna - UK: Srebrna    |
| 1989                                              | "Cherish"          | 2  | — | 4  | 16 | 1  | 21 | 16 | 3  | 10 | 3  | —                             |
| 1989                                              | "Oh Father"        | 20 | — | 59 | —  | —  | 26 | —  | 6  | —  | 16 | —                             |
| 1989                                              | "Dear Jessie"      | —  | — | 51 | 21 | 20 | —  | 19 | —  | 16 | 5  | - UK: Srebrna                 |
| 1990                                              | "Keep It Together" | 8  | 1 | 1  | —  | 8  | —  | —  | 16 | —  | —  | - US: Zlatna                  |
| "—" nije izdana ili se nije pojavila na ljestvici |                    |    |   |    |    |    |    |    |    |    |    |                               |

### Prethodnici i nasljednici na ljestvicama
| Prethodnik Let It Loose, Gloria Estefan | UK broj 1 album (1. travnja 1989. - 14. travnja 1989.) | Nasljednik When the World Knows Your Name, Deacon Blue |

| Prethodnik A New Flame, Simply Red | Europa broj 1 album (8. travnja 1989. - 20. svibnja 1989.) | Nasljednik Street Fighting Years, Simple Minds |

| Prethodnik Shōwa, Tsuyoshi Nagabuchi | Japan broj 1 album (17. travnja 1989.) | Nasljednik Heart & Soul, Junichi Inagaki |

| Prethodnik Lōc-ed After Dark, Tone Loc | US Billboard 200 broj 1 album (22. travnja 1989. - 2. lipnja 1989.) | Nasljednik The Raw and the Cooked, Fine Young Cannibals |